# Wangen (Starnberg)

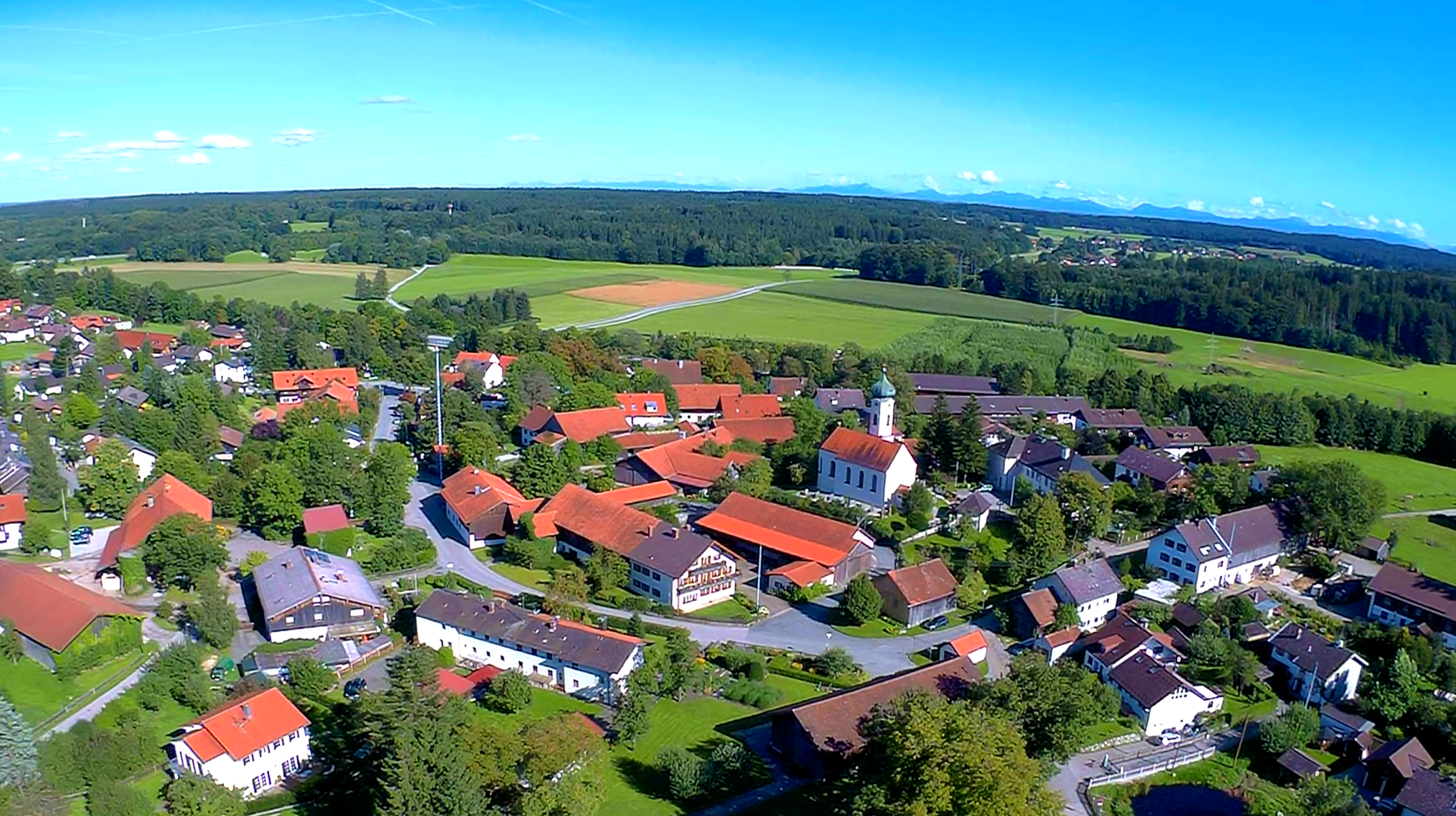
Wangen, Luftbild in Blickrichtung SSO

Das Pfarrdorf Wangen ist ein Stadtteil von Starnberg, im gleichnamigen oberbayerischen Landkreis. Von 1952 bis 1978 bildete der Ort den Mittelpunkt einer selbständigen Gemeinde. Der Stadtteil hatte am 31. Dezember 2019 819 Einwohner.

## Lage
Wangen liegt auf einer Anhöhe eingebettet zwischen dem Forstenrieder Park im Norden und dem früher gemeindefreien Gebiet der Wadlhauser Gräben, einem sehr hügeligen zusammenhängenden Waldgebiet, im Süden. Dazwischen verläuft unmittelbar am südlichen Ortsrand die A 952 vorbei.

## Geschichte

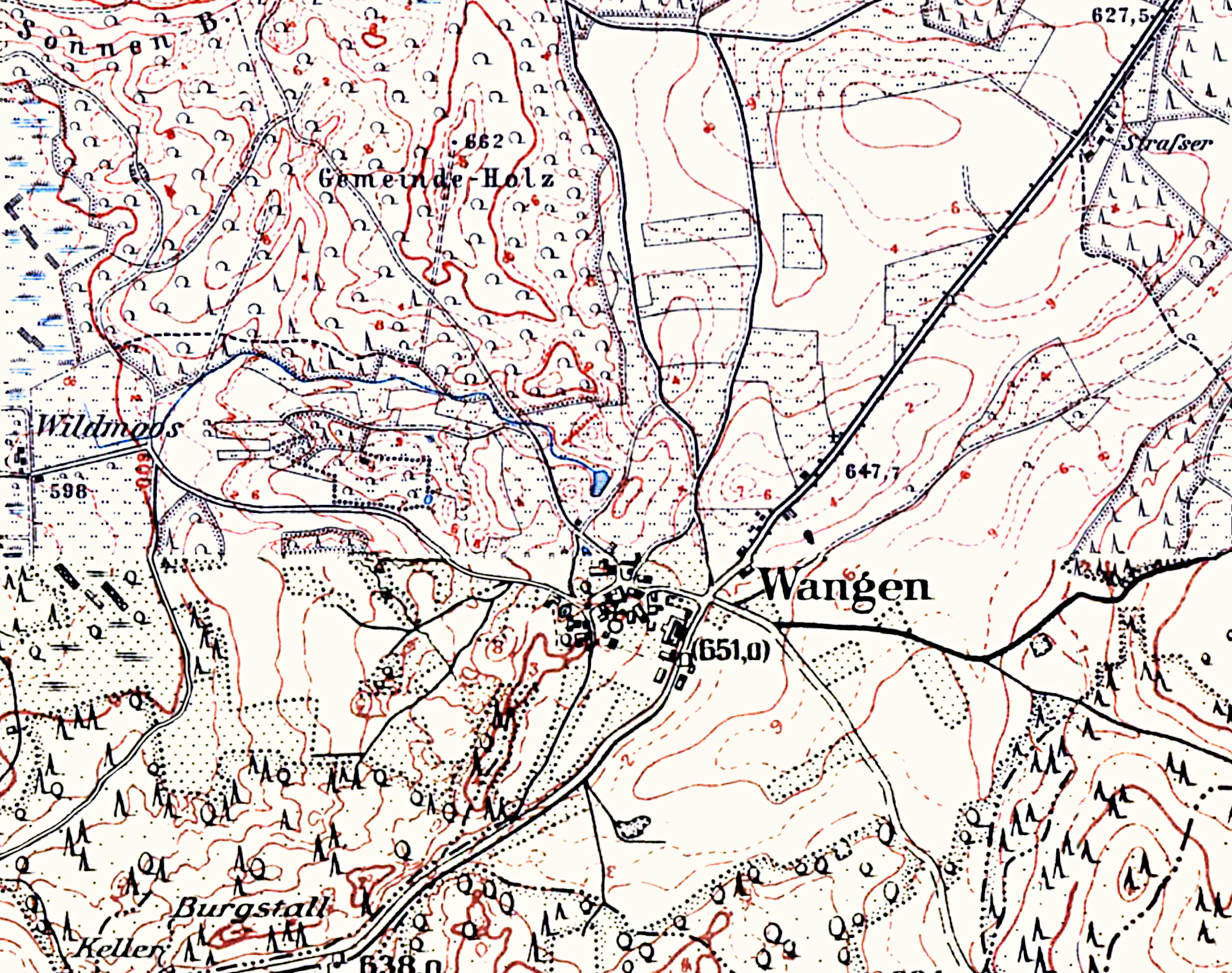
Wangen und nähere Umgebung auf topographischer Karte von 1910

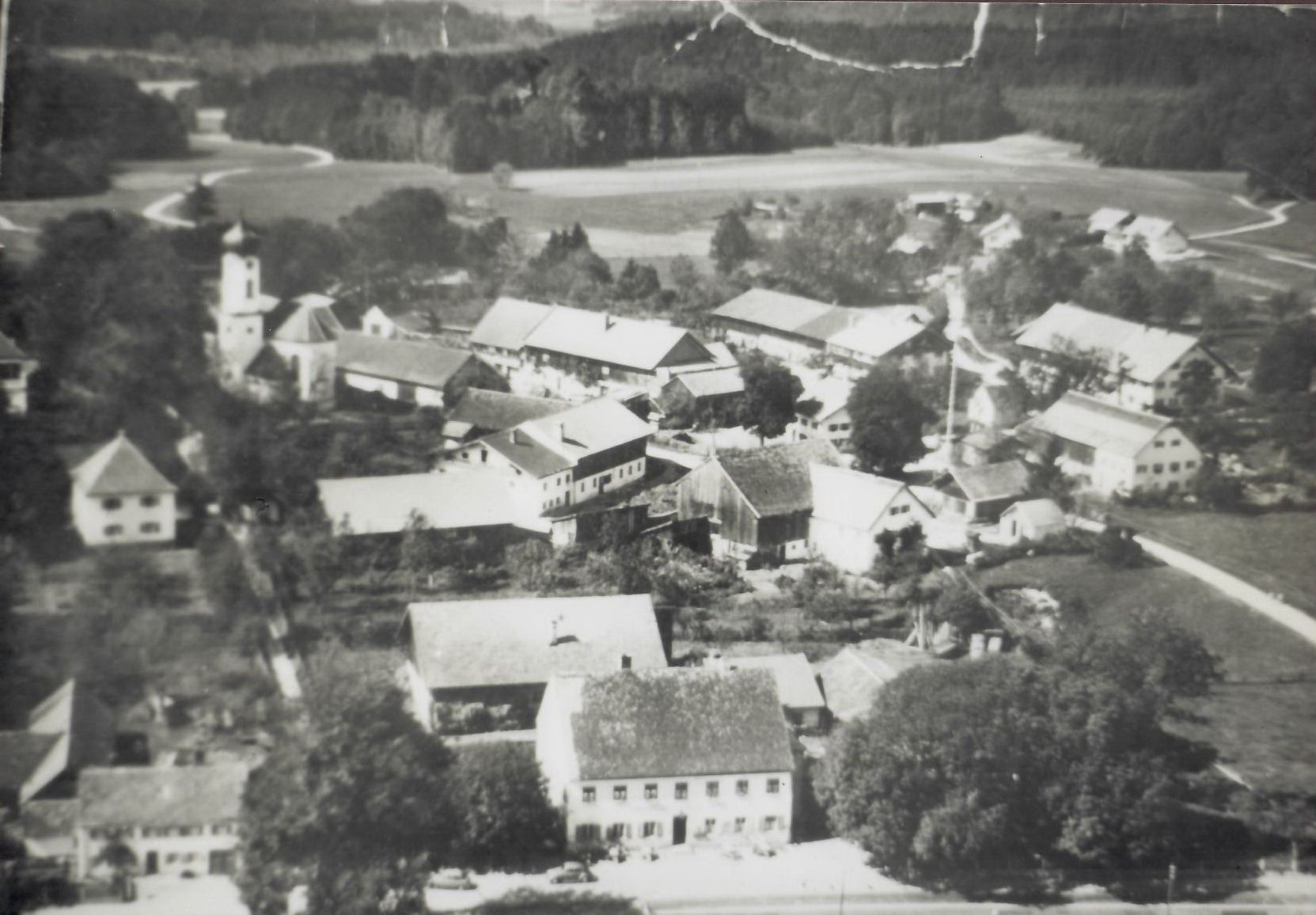
Wangen im Jahre 1950

Erstmals erwähnt wurde Wangen im Jahre 1010 in einer Urkunde, in der durch König Heinrich II. dem Kloster Polling seine alten Besitzungen, zu denen Wangen gehörte, zurückerstattet wurden. Der Ort könnte aber bis ins achte Jahrhundert zurückreichen. Zwischen 1100 und 1250 wechselten einige Wangener Bauernhöfe mehrfach zwischen den Besitzungen der Wittelsbacher und der Andechs-Meranier. In der Konradinischen Matrikel von 1315 wird die Wangener Ulrichskirche als eine von fünf Filialkirchen der Wallfahrtspfarrei Aufkirchen erwähnt. Im Jahr 1734 zerstörte ein Sturm die Kirche, indem der Dachreiter auf das Langhaus fiel, zwei Jahre später wurde sie mit einem Dachreiter neu errichtet.
Bei Einführung des Gemeindeedikts von 1808/1818 kam Wangen zu Percha. Nach langjährigen Bemühungen um die Errichtung einer Schulexpositur stimmten die königlichen Behörden schließlich dem Bau eines Schulhauses zu, das 1878 eingeweiht wurde. Bis 1907 neigte sich der Kirchendachreiter wieder gefährlich, weswegen man diesen durch den heutigen Südturm ersetzte. Während die Zahl der Anwesen und Häuser bis etwa 1900, bei etwa 158 Einwohnern, ein gutes Dutzend nicht überstieg, vervierfachte sich ihre Zahl besonders aufgrund der Eröffnung der Olympiastraße 1935/1936 in den folgenden 50 Jahren. Am 1. Februar 1952 trat die Vereinigung des Nordostens der Gemeinde Percha und des Nordwestens der Gemeinde Schäftlarn zur gemeinsamen selbständigen Gemeinde Wangen in Kraft. Nach der Freigabe der A 95 und ihres Starnberger Zubringers A 952 erlebte Wangen einen weiteren Aufschwung, da der Ort für Pendler als Wohnort interessant wurde. Der Schulbetrieb im 1960 erweiterten Schulgebäude endete nach nahezu hundert Jahren, da die Wangener Grundschüler ab dem Herbst 1976 in Percha unterrichtet wurden. Im Rahmen der letzten Gemeindereform-Welle im Jahre 1978 endete die kurze Geschichte der Gemeinde Wangen wieder, Schäftlarn erhielt (bis auf Schorn) seinen Gebietsteil wieder zurück, der von Percha gekommene Teil fiel zum 1. Mai an die Stadt Starnberg.

## Infrastruktur
- ÖPV: MVV-Buslinie 904 Starnberg—Percha/Leutstetten—Wangen—Neufahrn—Schäftlarn
- Öffentliche Einrichtungen: Kindergarten/-krippe und -hort „Denk mit! Zwerge“ (im neuen Teil des alten Schulhauses), Freiwillige Feuerwehr, Mehrzweckhalle

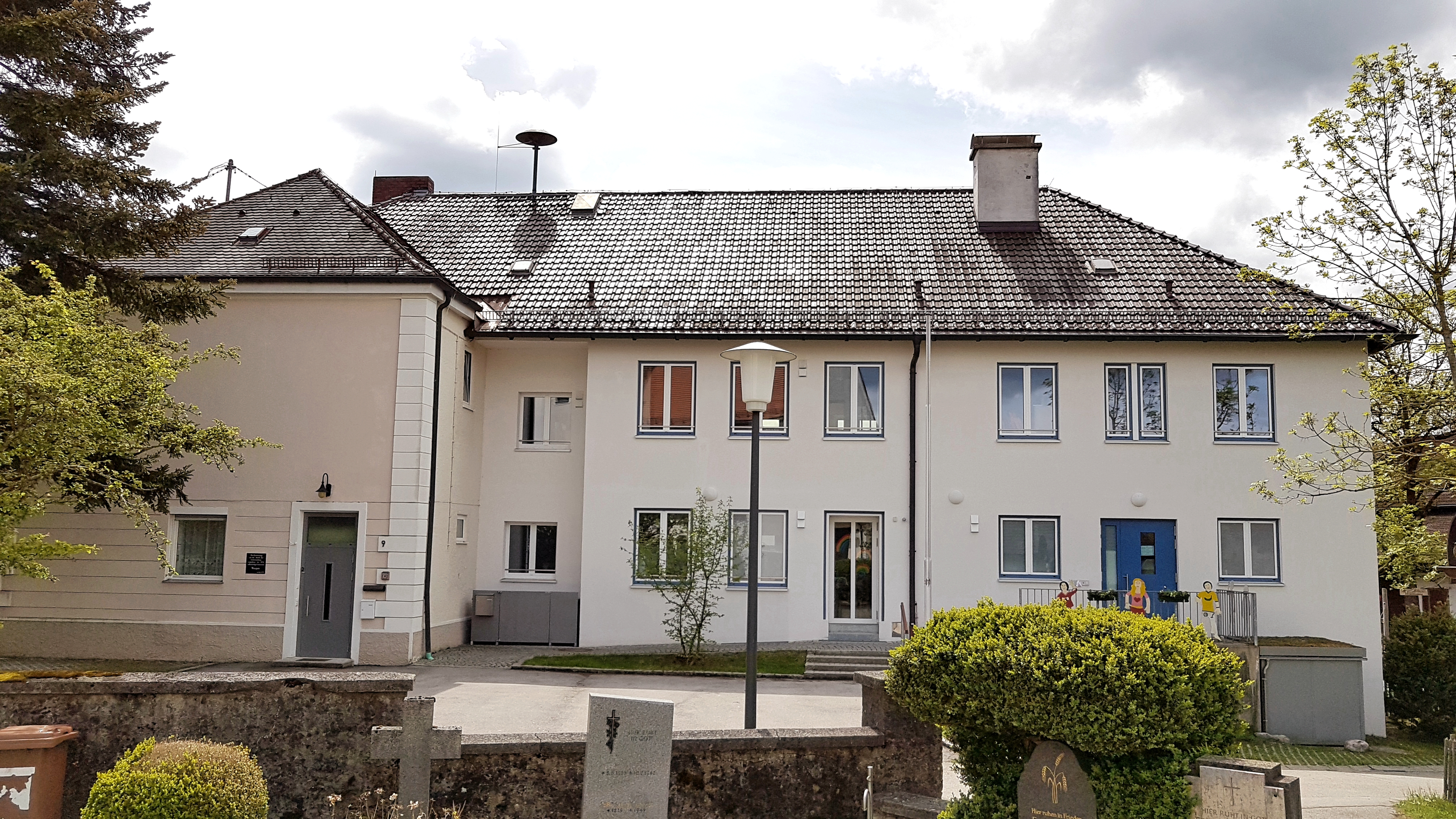
Ehemaliges Schulhaus
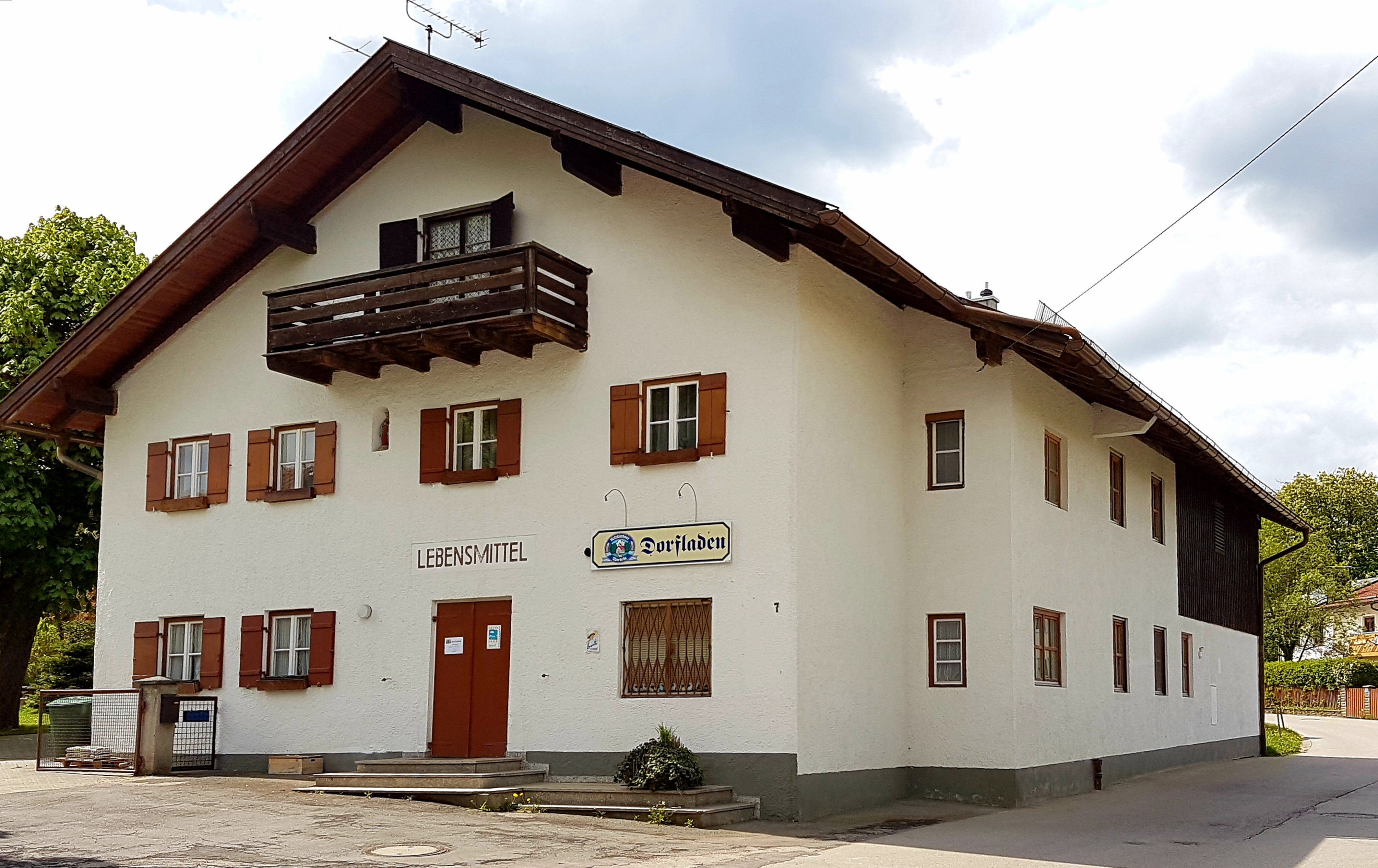
Dorfladen
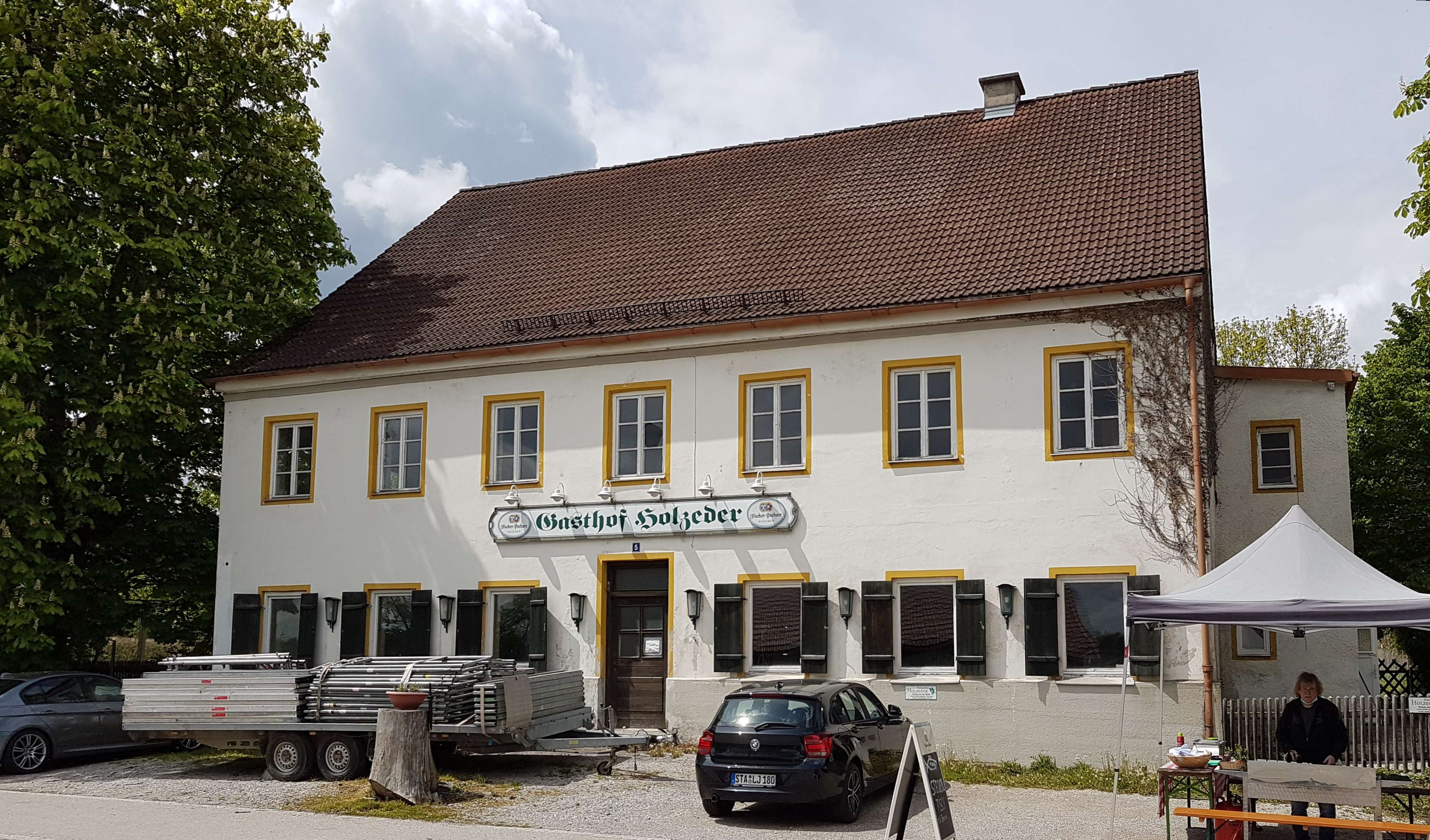
Gasthaus

### Vereine
- SV Wangen, Breitensportverein mit Schwerpunkt Fußball. Weitere Sportarten: Damengymnastik, Skisport, Moderner Fünfkampf, Kinderturnen und Tischtennis.
- Adlerschützen Wangen, am 13. Dezember 1902 mit 12 Schützen erster Schießwettbewerb.
- Blaskapelle Wangen-Neufahrn, am 11. September 1966 von 15 jungen Männern gegründet.
- Burschenschaft Wangen, mit der ersten Wangener Maifeier im Jahre 1908 gegründet.
- Landjugend Wangen-Neufahrn, 1945/1946 gegründet.
- Obst- u. Gartenbauverein, 1959 gegründet.
- Sudetendeutsche Landsmannschaft Wangen
- Volksmusikgruppe Wangen
- Dorfgemeinschaft Wangen

## Baudenkmäler / Sehenswürdigkeiten

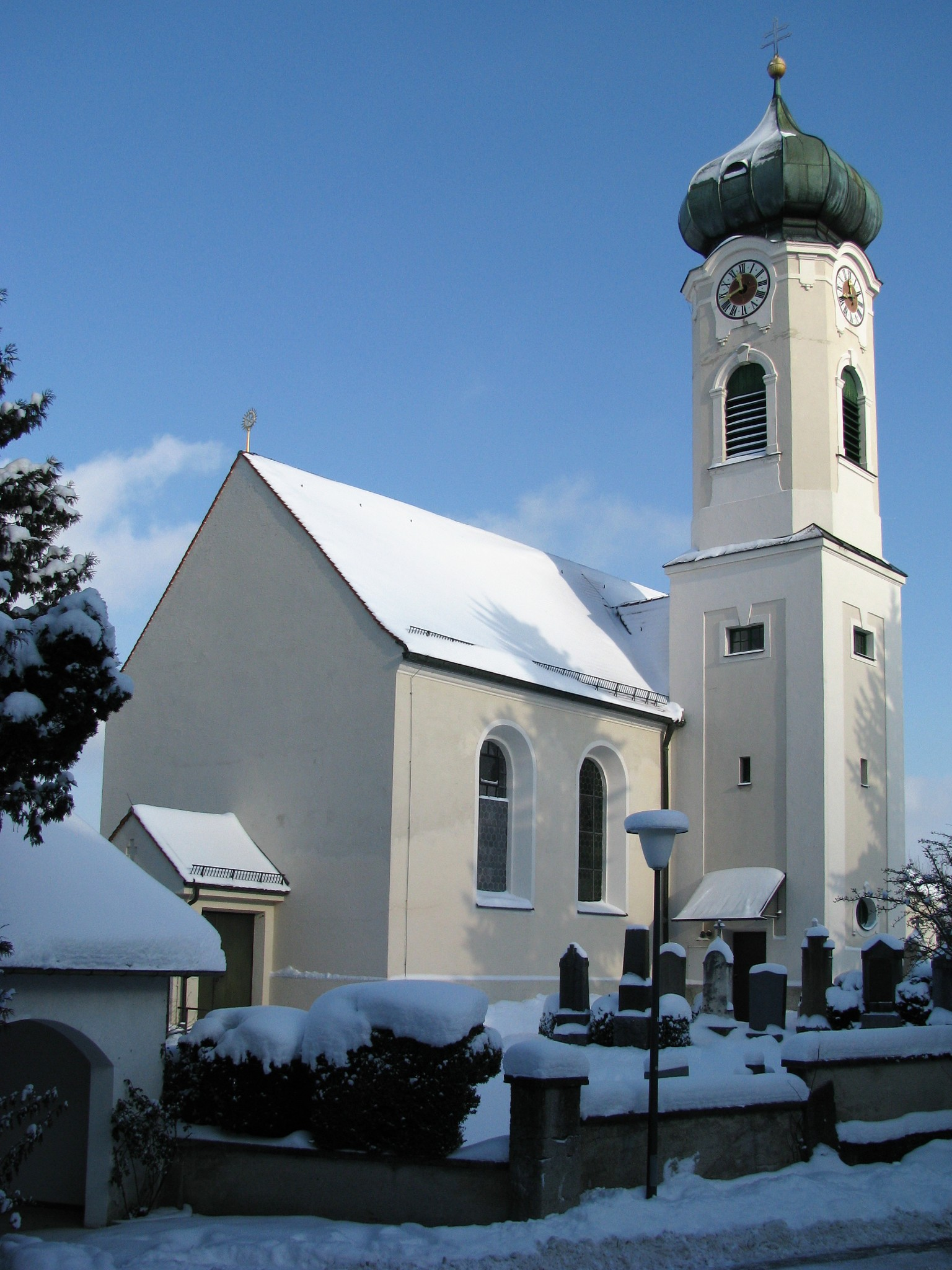
St. Ulrich, Äußeres

- Pfarrkuratiekirche St. Ulrich, spätbarocker Bau von 1736. Turmneubau (1908) ersetzte den Dachreiter, der aufs Kirchendach einzustürzen drohte. Dreijochiges Langhaus mit eingezogenem, halbrund abschließendem Chor. Hochaltar von 1740 und frühbarocke Seitenaltäre, am rechten ein wertvolles spätgotisches Relief der Grablege Christi.
- Landhaus Albertshöhe, im alpenländischen Heimatstil mit Dachreiter und Erkern 1897 errichtet, außerhalb an der Straße nach Leutstetten.
- Wildmoosstraße 10 (Kochhof) (ehemaliges Baudenkmal), Bauernhaus mit verputztem Blockbau-Obergeschoss, Hochlaube und seitlichen Balkons, Ende 18. Jahrhundert.
- Olympiastraße 26, Villa im reduzierten Heimatstil (von 1907)
- Kriegerdenkmal von 1922 mit späteren Erweiterungen
- Wangen ist umgeben vom Landschaftsschutzgebiet „Starnberger See - Ost“ (LSG-00299.01)

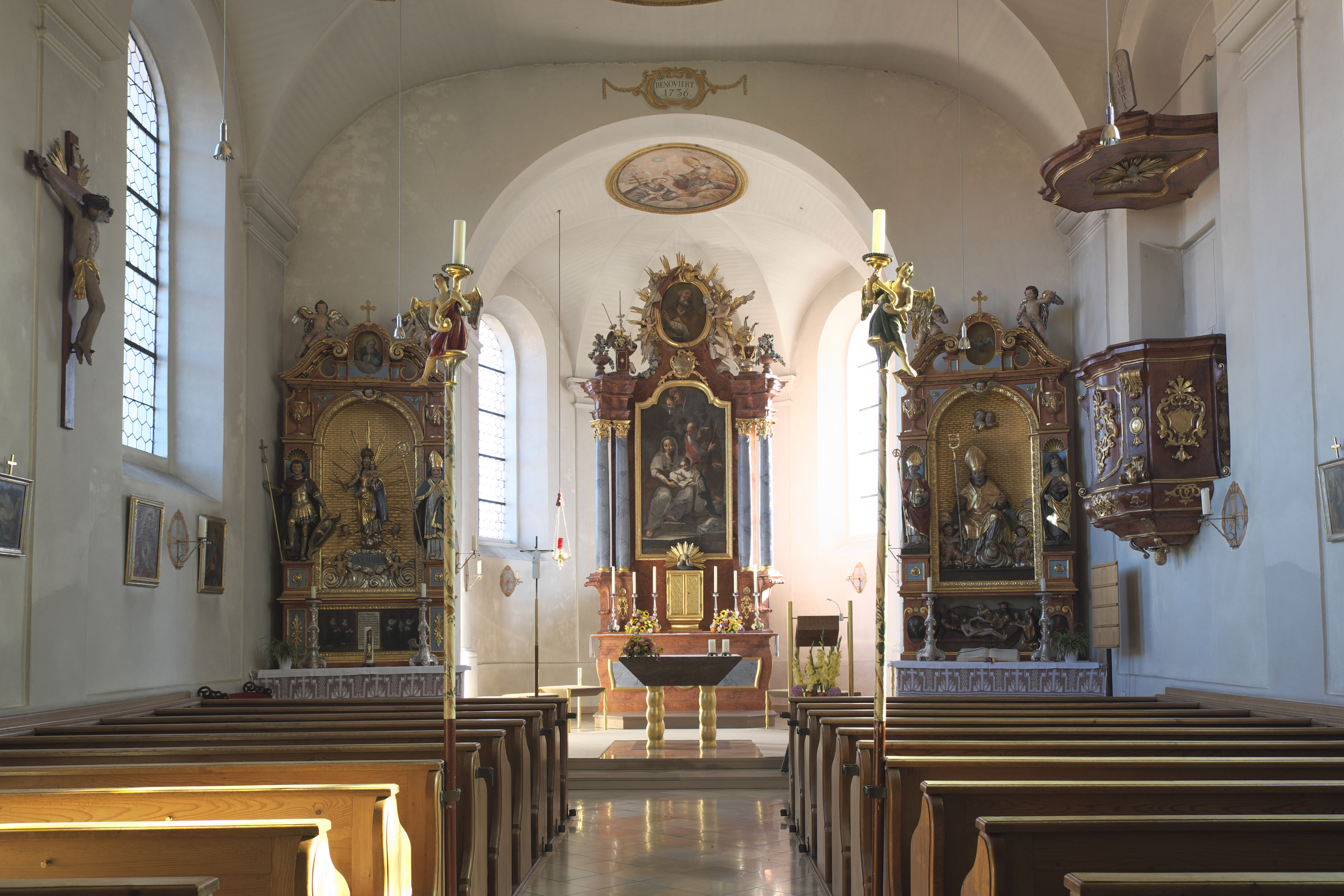
St. Ulrich, Innenraum
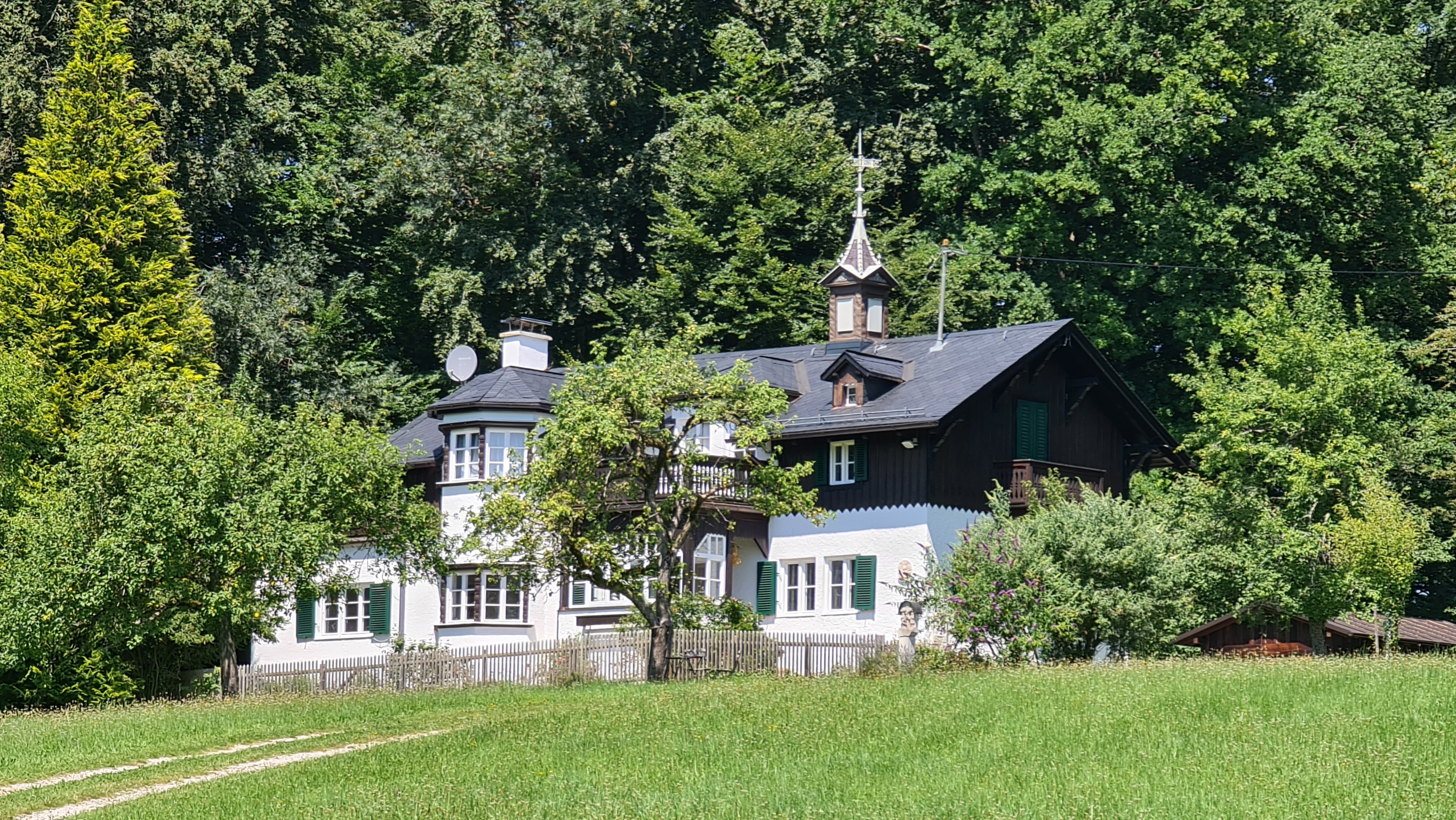
Landhaus Albertshöhe
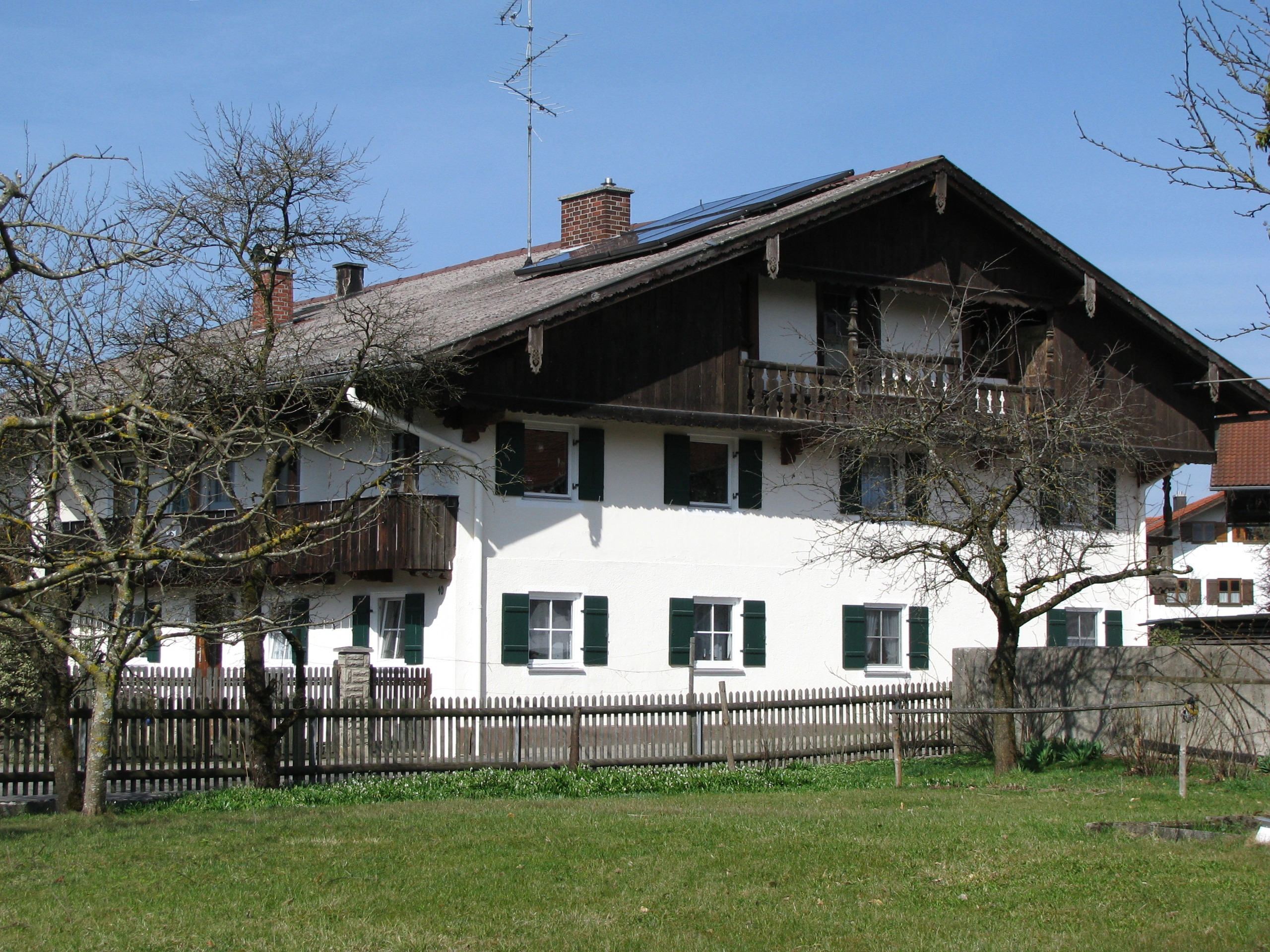
Wildmoosstraße 10
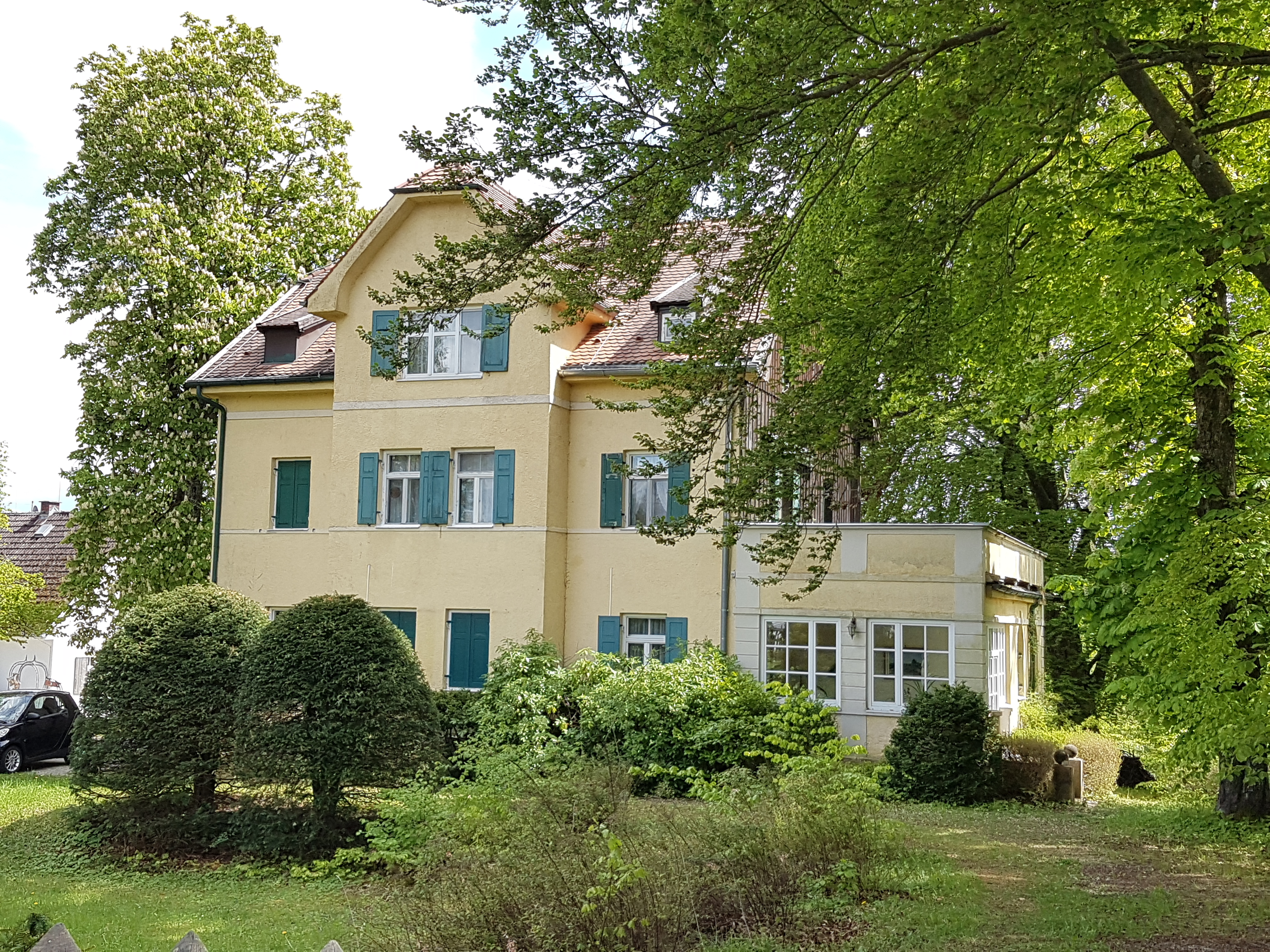
Olympiastraße 26
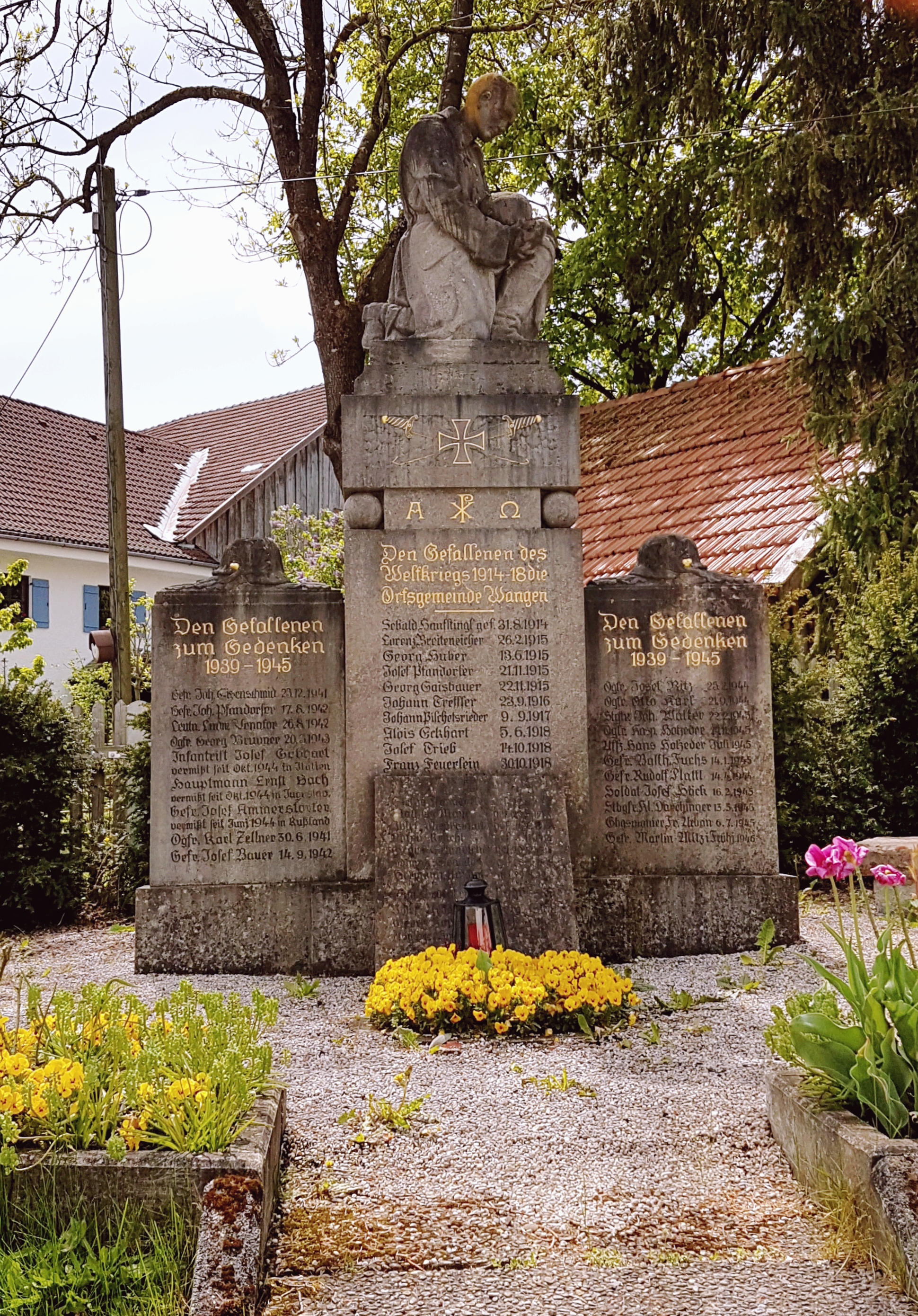
Kriegerdenkmal

## Ehemaliges Gemeindegebiet
Die Gemeinde besaß eine Fläche von 10,83 km² und 531 (1961) bzw. 711 (1970) Einwohner.
Zur Gemeinde Wangen gehörten folgende Orte:
- Wangen (1961: 251 Ew., 1970: 355 Ew.)
- Fercha (1961: 54 Ew., 1970: 82 Ew.)
- Neufahrn (1961: 154 Ew., 1970: 207 Ew.)
- Oberdill (1961: 12 Ew., 1970: 39 Ew.)
- Schorn (1961: 40 Ew., 1970: 12 Ew.)
- Straßer/Unterschorn (1961: 20 Ew., 1970: 16 Ew.)